# Conchoraptor
Conchoraptor ("zloděj ulit/skořápek") byl rodem teropodního oviraptorosaurního dinosaura, žijícího na území východní Asie (Mongolska) v období pozdní svrchní křídy (geol. stupeň kampán až maastricht, asi před 75 až 70 miliony let). Holotyp s označením GI 100/20 má podobu částečně dochované kostry s lebkou, chybí pouze spodní čelist.

## Tělesné rozměry a popis
Tento menší teropod dorůstal do délky přibližně 1,5 metru a vážil kolem 17 nebo 18 kilogramů. Ve hřbetu dosahoval výšky kolem 0,7 metru, jednalo se tedy o menšího zástupce oviraptoridů. Lebka dospělého jedince měří na délku kolem 9,9 cm.
Čelisti v podobě silného bezzubého zobáku byly schopny velmi silného stisku. Evoluce lebky pravděpodobně vedla k vytvoření extrémně silného skusu, který dinosaurovi umožňoval drtit i tvrdou potravu s pevnou schránkou, skořápkou, apod.

## Objev
Fosilie byly objeveny polsko-mongolskou paleontologickou expedicí v roce 1971 v tzv. rudých vrstvách Hermin Tsav v rámci geologického souvrství Nemegt (či Barun Goyot) v Jihogobijském ajmagu. Původně se vědci domnívali, že se jedná o mláďata a subadultní (nedospělé) jedince známějšího rodu Oviraptor, později ale byly zjištěny anatomické odlišnosti zejména na kostech předních končetin. V roce 1986 proto mongolský paleontolog Rinčen Barsbold stanovil nové vědecké jméno C. gracilis. Rodové jméno odkazuje na předpokládanou oblíbenou potravu teropoda, jíž byli měkkýši. Holotyp s označením IGM 100/20 představuje částečně dochovaná kostra s lebkou, později bylo k tomuto druhu přiřazeno ještě zhruba 25 dalších exemplářů.
Podle objevů v lokalitě Šabarak-usu ("Planoucí útesy") se jeví jako pravděpodobné, že fosilní úlomky skořápek vajec oviraptoridů (možná také rodu Conchoraptor) používali již kolem roku 8000 př. n. l. neolitičtí obyvatelé pouště Gobi, kteří je opracovávali a navrtávali do podoby "korálků" pro nošení na náhrdelnících a jiných přívěscích.

## Příbuzenství
Podle fylogenetické analýzy z roku 2012 patří mezi nejbližší vývojové příbuzné tohoto dinosaura rody Khaan, Machairasaurus a Ajancingenia. Až vzdálenějšími příbuznými jsou pak rody Oviraptor, Rinchenia nebo Heyuannia.

## Přírodní prostředí
Conchoraptor sdílel své životní prostředí s mnoha dalšími obratlovci, z dinosaurů to byli například teropodi Mononykus, Avimimus a Ceratonykus, pachycefalosaur Tylocephale, ankylosauři Saichania a Tarchia nebo ceratopsidé Bagaceratops, Breviceratops a další. Největším živočichem v tomto prostředí byl titanosaurní sauropod Quaesitosaurus. Byly zde však také objeveny fosilní pozůstatky mnoha malých ptáků, obojživelníků, plazů i pravěkých savců.